# Arglabina

La arglabina es una lactona sesquiterpénica que pertenece a la subclase de guaianolida que lleva un sistema de anillo tricíclico 5,7,5 que se sabe que inhibe la farnesiltransferasa. Se caracteriza por un epóxido en el cicloheptano, así como por un grupo metileno exocíclico que se conjuga con el carbonilo de la lactona. La arglabina se extrae de Artemisia glabella, una especie de ajenjo, que se encuentra en la región de Karaganda de Kazajistán. La arglabina y sus derivados son biológicamente activos y demuestran una actividad antitumoral y una citotoxicidad prometedoras contra diversas líneas de células tumorales.

## Aislamiento y elucidación de estructuras
El aislamiento de arglabina fue informado por primera vez en 1982 por Adekenov et al. Se aísla de la porción epigea de la planta A. glabella, también conocida como ajenjo liso, que se encuentra comúnmente en las montañas Kent de Kazajistán. También se puede encontrar en A. myiantha, una planta comúnmente utilizada en la medicina tradicional china. Adekenov et al. analizaron extractos de cloroformo y encontraron que la nueva lactona sesquiterpénica tenía un punto de fusión de 100-102 °C, una composición molecular de C15H18O3 y [α]20D+45.6. El análisis de espectroscopia IR reveló picos a 1760cm−1 correspondientes al carbonilo de una γ-lactona y 1660cm−1 correspondientes a C=C. La espectroscopia UV revela absorción a 204 nm con un ε de 19.800 que es característico de un metileno exocíclico que se conjuga con el carbonilo de γ-lactona. Los datos de espectroscopia de masas mostraron fragmentos con m/z de 231 que corresponde a un grupo metilo unido a un epóxido, 213 (M-CH2-H2O)+, 203 (M-CH3-CO)+ y 185 (M-CH3-H2O-CO)+. Se realizó una determinación adicional del epóxido abriendo el epóxido y analizando sus datos espectroscópicos. La estructura se aclaró aún más mediante espectroscopia de RMN en CDCl3. El metileno exocíclico estuvo presente a 6,10 ppm con J=3 Hz. Al usar las constantes fisicoquímicas y comparar los espectros de RMN de otras lactonas sesquitterpénicas que se aislaron, Adekenov et al. propusieron la estructura y la estereoquímica se confirmó mediante cristalografía de rayos X.

## Biosíntesis
La arglabina pertenece a la subclase guaianolida de lactonas sesquiterpénicas que tienen un esqueleto característico de biciclo[5.3.0]decano con una lactona insertada en C-6 y C-7. Algunos estudios semisintéticos biomiméticos han descrito varias lactonas sesquiterpénicas como posibles precursores de la arglabina, como la partenólida, la micheliolida y la kauniolida.  Aunque la vía biosintética detallada de la arglabina aún no se ha dilucidado, la vía biosintética de las guaianólidos se ha estudiado ampliamente. Se cree ampliamente que la mayoría de los terpenos se derivan de las unidades de isopreno bioquímicamente activas, el pirofosfato de isopentenilo (IPP) y el pirofosfato de γ,γ-dimetilalilo (DMAPP). Hay dos rutas posibles que producen estos dos importantes precursores, la ruta del mevalonato (MVA) que ocurre en el citosol y la ruta del fosfato de metileritritol (MEP) o ruta del no mevalonato, que ocurre en los plástidos.
Luego, IPP y DMAPP se conectan de la cabeza a la cola para formar la columna vertebral de los terpenos. Ionización de DMAPP para formar el catión alílico que el doble enlace de IPP añade regioselectivamente para formar el catión terciario. La desprotonación estereespecífica subsiguiente formará el intermediario pirofosfato de geranilo (GPP), un intermediario vital para la biosíntesis de monoterpenos. Una mayor repetición del proceso daría lugar al pirofosfato de farnesilo (FPP) que, más específicamente, es el precursor de los sesquiterpenos lineales y cíclicos y, lo que es más importante, de las lactonas sesquiterpénicas. Luego, el FPP se cicla para formar (+)-germacreno A. (Fig. 1)
Fig. 1. La ciclización de FPP para producir el precursor de (+)-costunólido, Germacreno A.
Después de la formación del sistema de anillo de 10 miembros de (+)-germacreno A, dos pasos de oxidación posteriores formaron ácido germacreno. Luego, el ácido germacreno podría hidroxilarse y someterse a lactonización para formar (+)-costunólido, un punto de ramificación para la biosíntesis de lactonas sesquiterpénicas. (Fig. 2) A partir de aquí, la biosíntesis de guaianólidos puede seguir dos vías propuestas. En la primera vía, la (+)-costunólida sufre epoxidación enzimática formando partenólida. La partenolida se somete a una ciclación y eliminación transanular para formar el esqueleto de guaianolida. La segunda vía incluye la hidroxilación enzimática de (+)-costunolida seguida de deshidratación y ciclación para dar el esqueleto de guaianolida. (Fig. 3) La epoxición adicional del esqueleto de guaianolida produciría la lactona sesquiterpénica deseada, arglabina.
Fig. 2. Oxidación posterior seguida de lactonización para formar (+)-costunólido, un precursor del esqueleto de guaianolida.
Fig.3. Las dos vías posibles para la formación del esqueleto de guaianólido a partir del precursor (+)-costunólido.

## Actividad biológica
Se sabe que las guaianólidos exhiben una actividad biológica significativa. Las plantas que contienen dichos compuestos han sido una fuente de medicina tradicional para tratar una amplia variedad de dolencias, desde dolor reumático, trastornos pulmonares y aumento de la producción de bilis. En general, se cree que el resto α-metileno-γ-lactona es el grupo funcional responsable de la actividad biológica en las guaianólidos debido a su interacción con los nucleófilos biológicos. En 2004, Zhangablov et al. realizaron un estudio in vivo sobre la arglabina y notificaron su capacidad para inhibir la síntesis de ADN de las células de leucemia linfocítica P388.  En 2012, Yindgai Gao y Yue Chen probaron la actividad biológica de la arglabina contra la leucemia mielógena aguda (LMA). Sus resultados mostraron que la arglabina exhibió actividades contra la línea celular de AML cultivada, HL-60, y la línea celular resistente a la doxorrubicina, HL-60/A. La actividad fue comparable a la partenólida, un tratamiento actual para la LMA.   Además, la arglabina se está probando como un fármaco contra el cáncer para el tratamiento de cáncer de mama, hígado y pulmón debido a su capacidad para inhibir la farnesil transferasa, lo que conduce a la activación del protooncogén RAS, pivitol en tumores humanos. También se ha demostrado que la arglabina reduce la inflamación inducida por la aterosclerosis.  También exhibe propiedades inmunomoduladoras y regula la producción de citoquinas como IL-1, IL-2 y TNF-alfa.